# 다쓰노시
다쓰노시(일본어: たつの市)는 일본 효고현 남서부(니시하리마 현민국 관내)에 있는 시이다. 과거에는 이보군이었다. 2005년 10월 1일에 다쓰노시, 이보군 신구정, 이보가와정, 미쓰정이 합병해 탄생했다. 중심부인 다쓰노초에는 무가옥과 흰 벽의 토장이 지금도 남아 있어 다쓰노번 5만 3천 석 성시(조카마치)의 모습을 배경으로 "하리마의 작은 교토"로 불린다.

## 지리
효고현 남서부에 위치하고 남북으로 긴 지형이다. 북부에는 산지가 있고 남부는 세토 내해와 접하며 남북으로 이보강이 흐르고 있다.

### 인접하는 자치체
- 북쪽: 시소시, 사요군 사요정
- 서쪽: 아이오이시, 아코군 가미고리정
- 동쪽: 히메지시, 이보군 다이시정
- 남쪽: 히메지시(이에시마 제도)

## 역사
- 1889년 4월 1일 - 정촌제 시행과 함께 잇사이군 다쓰노정이 성립하였다.
- 1951년 4월 1일 - 다쓰노정을 포함한 1정 4촌이 합병해 다쓰노시(龍野市)가 성립하였다.
- 2005년 10월 1일 - 다쓰노시, 이보가와정, 미쓰정, 신구정이 합병해 다쓰노시(たつの市)가 성립하였다.

## 명소
시내의 무로쓰에는 조선 통신사의 경유지 유적이 있다.

## 교통

### 철도
- 서일본 여객철도
  - 기신선
  - 산인 본선

### 도로
- 산요 자동차도
- 하리마 자동차도(일본어판)
- 국도 제2호선
- 국도 제29호선
- 국도 제179호선
- 국도 제250호선 (일본)(일본어판)

## 인구
| 연도 | 인구     | ±% |
| ---- | -------- | -- |
| 1970 | 73,058명 | —  |
| 1975 | 78,363명 | —  |
| 1980 | 81,167명 | —  |
| 1985 | 82,934명 | —  |
| 1990 | 83,045명 | —  |
| 1995 | 83,431명 | —  |
| 2000 | 83,207명 | —  |
| 2005 | 81,561명 | —  |
| 2010 | 80,518명 | —  |
| 2015 | 77,419명 | —  |
| 2020 | 74,316명 | —  |